# Eurythyrea bilyi
Eurythyrea bilyi es una especie de escarabajo del género Eurythyrea, familia Buprestidae. Fue descrita científicamente por Weidlich en 1987.